# Träger (Nachrichtentechnik)
Trägersignal oder kurz Träger (engl. carrier) ist eine sich periodisch ändernde technische Größe (z. B. eine Wechselspannung oder eine Funkwelle) mit konstanten charakteristischen Parametern (z. B. Frequenz, Amplitude, Tastgrad, Phasenlage). Träger kommen beim Transport eines Nutzsignals mittels eines Trägerfrequenzverfahrens zur Anwendung; dabei wird das Nutzsignal in einem oder mehreren der genannten Parameter des Trägersignals abgebildet (moduliert). Beispiel: Beim Trägerfrequenzverfahren UKW-Rundfunk auf 100 MHz wird das Nutzsignal (ein einzelnes Radioprogramm) als Frequenzänderung des Trägers im Bereich von 99,925 bis 100,075 MHz dargestellt. Beim Empfänger ist das Trägersignal das Bezugssignal zur Demodulation eines zuvor modulierten Trägers; mit dessen Hilfe wird das Nutzsignal vom Trägersignal getrennt. Bei Verfahren, bei denen der Träger selbst nicht übertragen wird, muss der Träger beim Empfänger dazu rekonstruiert werden.
Das Trägersignal kann der Träger bzw. die Trägerfrequenz selbst sein oder eine Information, aus der der Träger zur Demodulation rekonstruiert werden kann, wenn zum Beispiel bei bestimmten Modulationsarten der Träger nicht mit übertragen wird.

## Trägerfrequenz
In der Übertragungstechnik ist der Träger normalerweise eine Sinusschwingung einer bestimmten Frequenz. Bei Sendefunkstellen ist dieser oft zugleich die zugeteilte Frequenz oder Nennfrequenz der abgestrahlten Funkwelle. Gemäß Definition der ITU VO Funk gehören Trägerfrequenzen zu den charakteristischen Frequenzen.
Bei Infrarot- oder Laser-Übertragung oder auch anderen Trägerfrequenzverfahren können jedoch andere, abweichende oder mehrere Trägerfrequenzen zugleich verwendet werden.
Formelzeichen für die Trägerfrequenz ist {\displaystyle f_{\mathrm {T} }} bzw. {\displaystyle \omega _{\mathrm {T} }}.
Bei der Wahl der Trägerfrequenz spielen verschiedene Faktoren eine Rolle:
Als erstes seien hier das Übertragungsmedium und das Ausbreitungsverhalten des Trägersignals genannt. So ermöglicht der Frequenzbereich der Kurzwelle Funkverbindungen mit sehr hoher Reichweite, da die Radiowellen an Ionosphärenschichten und der Erdoberfläche reflektiert werden. In der drahtgebundenen Kommunikation hängt der Übertragungsbereich von der Qualität und Art des Kabels und der Entfernung ab.
Um sowohl die gesendete Wellenenergie auf einen gewünschten Empfänger zu konzentrieren als auch eine höhere Empfindlichkeit in Richtung eines gewünschten Senders zu erreichen, kann eine Richtwirkung einer Antenne erwünscht sein (Richtfunk). Die Richtwirkung einer Antenne hängt von der verwendeten Wellenlänge und damit von der Trägerfrequenz ab. Bei einer kleineren Wellenlänge und damit einer höheren Frequenz kann dieselbe Richtwirkung mit einer kleineren Antenne erreicht werden.
Antennen mit Richtwirkung kommen beispielsweise für terrestrischen Fernsehempfang (üblicherweise Yagi-Antennen), Richtfunkstrecken, die Kommunikation mit Raumfahrzeugen, auch Satellitenfernsehen (meist Parabolantennen) zum Einsatz.
In höheren Frequenzen steht mehr Bandbreite zur Verfügung. Diese kann dazu verwendet werden, mehr Information (z. B. Fernsehen verglichen mit Sprechfunk oder Radio) oder dieselbe Information in höherer Qualität zu übertragen (z. B. Frequenzmodulation und Amplitudenmodulation).
In Deutschland regelt der Frequenzplan, welche Frequenzbereiche unter welchen Bedingungen verwendet werden dürfen, das heißt, von wem welche Trägerfrequenz zur Funkübertragung verwendet werden darf, welchen Modulationsgrad und welche -art dazu verwendet werden darf und welche maximale Sendeleistung zulässig ist.
Bei Kabelverbindungen und den sogenannten Fernkabeln, sowie Richtfunkstrecken, kommen häufig Trägerfrequenzanlagen zum Einsatz.